# Caribbean Star Airlines
Caribbean Star Airlines era uma companhia aérea com sede em Antígua e Barbuda. Operou serviços regulares de passageiros em conjunto com a Leeward Islands Air Transport (LIAT) para destinos no leste do Caribe. Sua base principal era o Aeroporto Internacional V. C. Bird.

## História
A companhia aérea foi constituída em Antígua em janeiro de 2000 e iniciou suas operações com o turboélice regional Dash 8 em junho de 2000. Era de propriedade do empresário texano Allen Stanford, por meio de sua empresa Stanford Financial Group. Sua companhia aérea irmã, Caribbean Sun Airlines Inc., lançou seu voo inaugural três anos depois. Os dois eram empresas afiliadas, mas separadas.
Em janeiro de 2007, a companhia aérea anunciou uma fusão com a LIAT, e eles entraram em uma aliança comercial, voando em um horário combinado. Todos os voos foram comercializados sob o código de companhia aérea da LIAT, embora as companhias aéreas continuassem a operar separadamente usando seus próprios certificados de operador aéreo até a conclusão da fusão. A fusão foi finalizada em 15 de junho de 2007, com a LIAT se tornando a transportadora sobrevivente.

## Frota

### Frota atual

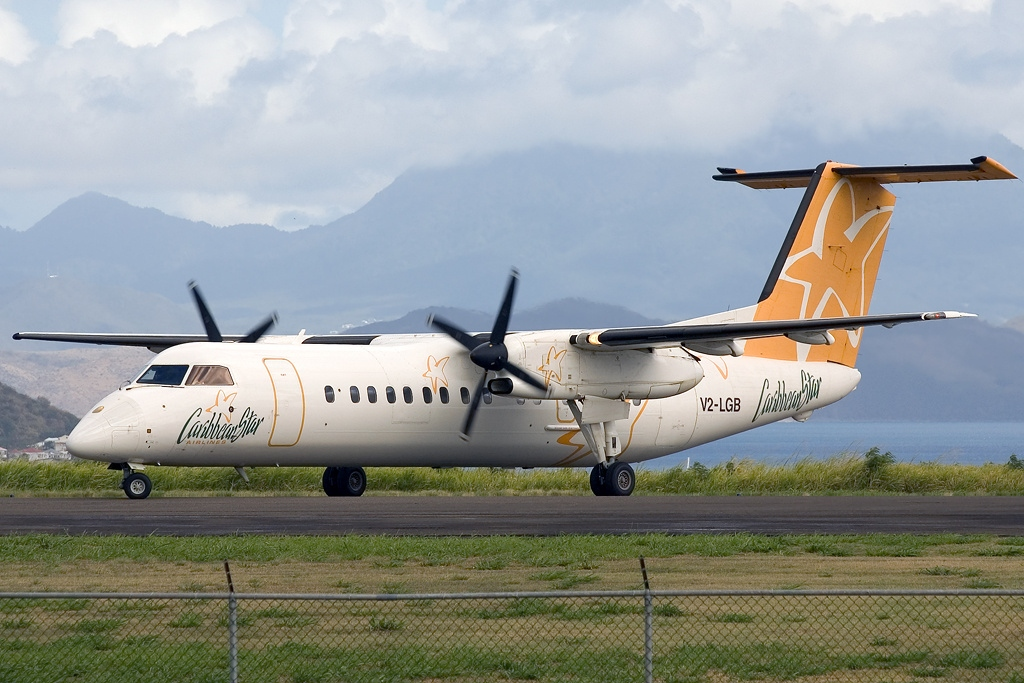
Um Dash 8-300 da Caribbean Star Airlines em 2006.

A frota da Carribean Star Airlines consistia nas seguintes aeronaves (Março de 2007):
| Aeronaves             | Em Serviço | Ordens | Passageiros | Notas |
| --------------------- | ---------- | ------ | ----------- | ----- |
| Bombardier Dash 8-300 | 11         | –      | 46-50       |       |
| Total                 | 11         | 0      |             |       |

### Frota Histórica

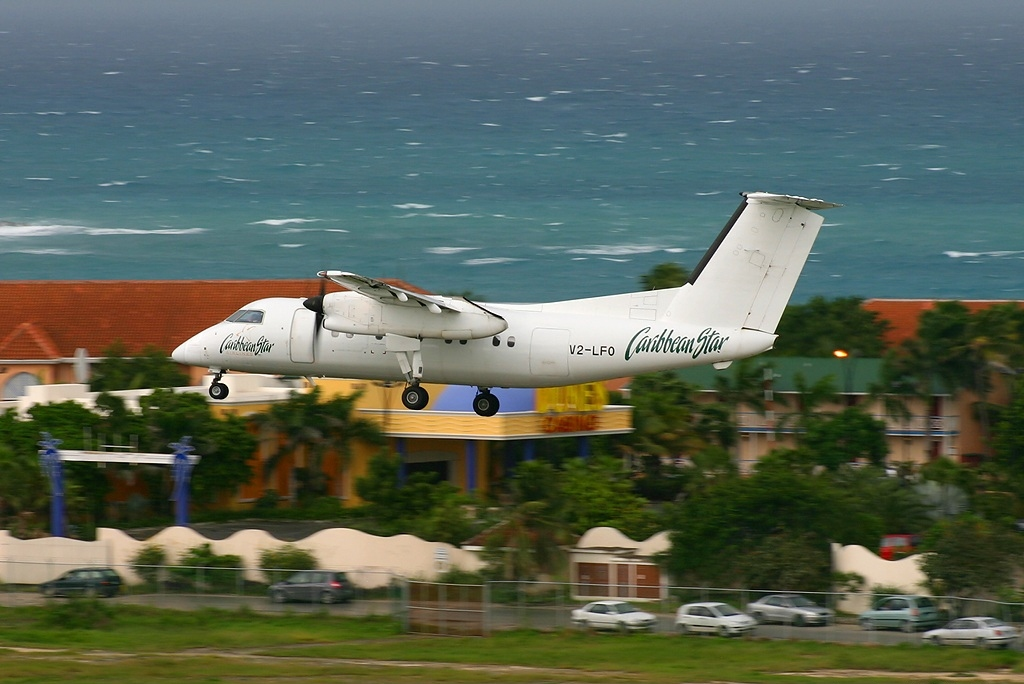
Um ex-Bombardier Dash 8-100 da Caribbean Star Airlines, em outubro de 2005.

A frota da Carribean Star Airlines também consistiu nas seguintes aeronaves:
| Aeronaves             | Em Serviço | Ordens | Passageiros | Notas |
| --------------------- | ---------- | ------ | ----------- | ----- |
| Bombardier Dash 8-100 | 7          | –      | 37          |       |
| Total                 | 7          | 0      |             |       |